# Alain Verhoeve
Alain Verhoeve est un joueur de football français né le 15 novembre 1943 à Valenciennes. Il évoluait au poste de milieu de terrain.

## Biographie
Il joue au football de 1965 à 1981. Il marque en tout dans sa carrière 28 buts en professionnel.
Il passe 4 saisons à Cambrai, 4 saisons à Lille, 2 saisons à Brest, 3 saisons à Hazebrouck et 2 saisons à Armentières. Il dispute la Coupe de France, la finale de la division 2, la division 1 ainsi que la division Nord.
Il vit actuellement à Aubers (Nord Pas-de-Calais).

## Clubs
- 1965-1969 :  AC Cambrai
- 1970-1974 :  Lille OSC
- 1974-1976 :  Stade brestois
- 1976-1979 :  SC Hazebrouck
- 1979-1981 :  JA Armentières

## Palmarès
- Champion de France de Division 2 en 1974 avec le Lille OSC